# Verkiezingen voor het Europees Parlement 2014

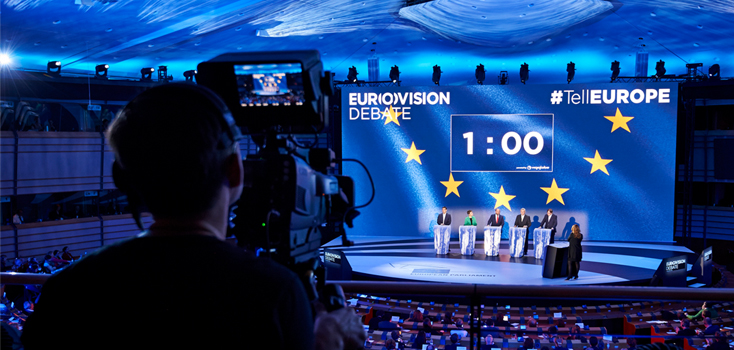
Debat tussen de spitzenkandidaten, georganiseerd door Eurovisie.

Samenstelling na de verkiezingen van de delegatie van elke lidstaat

De Europees Parlementsverkiezingen 2014 waren de achtste verkiezingen voor een rechtstreeks gekozen Europees Parlement, voor de zittingsperiode 2014-2019. Zij vonden plaats van 22 t/m 25 mei 2014. Er werd in alle 28 lidstaten gestemd voor in totaal 751 parlementsleden.

## Verdrag van Lissabon
Deze verkiezing was de eerste die gehouden werd onder de jurisdictie van het Verdrag van Lissabon. Het aantal leden van het parlement werd in dit verdrag uitgebreid tot 751. De verdeling van de zetels over de lidstaten is degressief gerelateerd aan de omvang van de bevolking, met een minimum van 6 zetels per lidstaat en een maximum van 96.
Omdat het Verdrag van Lissabon een verband had aangebracht tussen de uitslag van de parlementsverkiezingen en de samenstelling van de Europese Commissie, hadden vijf Europese politieke partijen een spitzenkandidat aangewezen als mogelijke formateur en voorzitter van de Europese Commissie. Dit waren:
- Jean-Claude Juncker (EVP)
- Martin Schulz (PES)
- Guy Verhofstadt (ALDE)
- Ska Keller en José Bové (EGP)
- Alexis Tsipras (EL)

## Aantal zetels per land
De Europese Raad stelde op 28 juni 2013 voor deze verkiezing de verdeling vast van de zetels over de lidstaten.
| Lidstaat            | 2014 | Bevolking op 01-01-2012 |
| ------------------- | ---- | ----------------------- |
| België              | 21   | 11.041.266              |
| Bulgarije           | 17   | 7.327.224               |
| Cyprus              | 6    | 862.011                 |
| Denemarken          | 13   | 5.580.516               |
| Duitsland           | 96   | 81.843.743              |
| Estland             | 6    | 1.339.662               |
| Finland             | 13   | 5.401.267               |
| Frankrijk           | 74   | 65.397.912              |
| Griekenland         | 21   | 11.290.935              |
| Hongarije           | 21   | 9.957.731               |
| Ierland             | 11   | 4.582.769               |
| Italië              | 73   | 60.820.764              |
| Kroatië             | 11   | 4.398.150               |
| Letland             | 8    | 2.041.763               |
| Litouwen            | 11   | 3.007.758               |
| Luxemburg           | 6    | 524.853                 |
| Malta               | 6    | 416.110                 |
| Nederland           | 26   | 16.730.348              |
| Oostenrijk          | 18   | 8.443.018               |
| Polen               | 51   | 38.538.447              |
| Portugal            | 21   | 10.541.840              |
| Roemenië            | 32   | 21.355.849              |
| Slovenië            | 8    | 2.055.496               |
| Slowakije           | 13   | 5.404.322               |
| Spanje              | 54   | 46.196.276              |
| Tsjechië            | 21   | 10.505.445              |
| Verenigd Koninkrijk | 73   | 62.989.550              |
| Zweden              | 20   | 9.482.855               |
| totaal              | 751  |                         |

## Verkiezingsdata
| 22 mei                                               | 23 mei   | 24 mei                    | 25 mei |
| ---------------------------------------------------- | -------- | ------------------------- | --- |
| Nederland, Verenigd Koninkrijk (inclusief Gibraltar) | Ierland  | Letland, Malta, Slowakije | België, Bulgarije, Cyprus, Denemarken, Estland, Finland, Frankrijk, Duitsland, Griekenland, Hongarije, Italië, Kroatië, Litouwen, Luxemburg, Oostenrijk, Polen, Portugal, Roemenië, Slovenië, Spanje, Zweden |
| Nederland, Verenigd Koninkrijk (inclusief Gibraltar) | Tsjechië |                           | België, Bulgarije, Cyprus, Denemarken, Estland, Finland, Frankrijk, Duitsland, Griekenland, Hongarije, Italië, Kroatië, Litouwen, Luxemburg, Oostenrijk, Polen, Portugal, Roemenië, Slovenië, Spanje, Zweden |

## Uitslag en zetelverdeling naar fractie
De opkomst was 42,61%. De zetelverdeling in het Europees Parlement naar fractie was na de verkiezingen van 2014 als volgt:
| Fractie | Fractie                                              | Aantal zetels in | Aantal zetels in | Zetelverdeling (grafisch) |
| Fractie | Fractie                                              | 2014             | 2019             | Zetelverdeling (grafisch) |
| ------- | ---------------------------------------------------- | ---------------- | ---------------- | ------------------------- |
|         | Europese Volkspartij                                 | 221              | 216              | 2014                      |
|         | Progressieve Alliantie van Socialisten en Democraten | 191              | 187              | 2014                      |
|         | Europese Conservatieven en Hervormers                | 70               | 77               | 2014                      |
|         | Alliantie van Liberalen en Democraten voor Europa    | 67               | 69               | 2014                      |
|         | Europees Unitair Links/Noords Groen Links            | 52               | 52               | 2014                      |
|         | De Groenen/Vrije Europese Alliantie                  | 50               | 52               | 2014                      |
|         | Europa van Vrijheid en Directe Democratie            | 48               | 42               | 2014                      |
|         | niet-fractiegebonden leden                           | 52               | 20               | 2014                      |
|         | Europa van Naties en Vrijheid                        | -                | 36               | 2014                      |
| totaal  | totaal                                               | 751              | 751              | 2014                      |

## Per lidstaat

### België
In België werden de verkiezingen gehouden op 25 mei. De Europese verkiezingen vielen samen met de Vlaamse en federale verkiezingen.

### Nederland
In Nederland werden de verkiezingen gehouden op 22 mei.

### Polen
In Polen werden de verkiezingen gehouden op 25 mei.